# Würzegranulat
Würzegranulat ist ein aus Malz und Hopfen hergestelltes Granulat. Als eingekapselte getrocknete Stammwürze kann sie für Getränke und Lebensmittel verwendet werden. Das Granulat wird dazu in Wasser rekonstituiert und für verschiedene Anwendungsbereiche weiterverarbeitet.

## Herstellung
Bierwürze wird in der Brauerei gewonnen und in einem Produktionsschritt zu Granulat verarbeitet. Das spätere Lösen des Granulats stellt den Zustand der Bierwürze wieder her. Die Würzeherstellung untergliedert sich in mehreren Stufen, dem Schroten zur Zerkleinerung von Malz, dem Maischen zum Lösen der Malzinhaltsstoffe, insbesondere der Stärke und der Eiweiße im Brauwasser und den Abbau hochmolekularer organischer Substanzen in eine wasserlösliche Form durch die malzeigenen Enzyme, wodurch Maische erzeugt wird. Anschließend werden beim Abläutern lösliche Bestandteile der Maische von den unlöslichen Bestandteilen getrennt. Der nachfolgende Schritt der Würzekochung dient zur Verdampfung von Wasser zur Einstellung des Stammwürzegehaltes, der Ausscheidung von hochmolekularem Eiweiß, der Inaktivierung von Enzymen zur Fixierung der Würzezusammensetzung, der Sterilisierung der Würze, der Isomerisierung der Hopfenbitterstoffe, der Bildung erwünschter sowie der Entfernung unerwünschter Aromastoffe. Der letzte Prozessschritt vor der eigentlichen Granulation ist das Heißtrubabscheiden zur Trennung von in der Stammwürze enthaltenem Heißtrub. Die Herstellung von Malzgranulat (getrockneter Stammwürze) umfasst eine Wirbelschichtanlage, so dass getrocknete Stammwürze in Form von Granulat hergestellt wird, wobei das Stammwürzegranulat eingekapselt werden kann zur Erhaltung des Aromas.

## Weiterverarbeitung
Würzegranulat kann nach einem Transport zu einer Gäranlage (z. B. im Ausland) zunächst in Wasser aufgelöst, und unter Zugabe von Hefe zu Bier vergoren werden. Das hat zunächst den Vorteil, dass eine Vielzahl von Sudhäusern überflüssig wird, die mit erheblichen Kosten verbunden sind.

## Verwendung
- Funktionale Getränke
- Malzgetränke mit verschiedenen Geschmacksrichtungen
- Energy-Drinks (Energiequelle Malz)
- Milchgetränke (z. B. Malted Milk)
- Alkoholfreies Bier (0,0 % Alkohol)
- Kapazitätserweiterung in ausgelasteten Brauereien

## Vorteile
Bei der herkömmlichen Vorgehensweise wird in jeder Brauerei der gesamte technologische Prozess der Stammwürzeherstellung durchgeführt, um diese anschließend zu Bier zu verarbeiten. Bei Bierherstellern erfordert dies eine dezentrale Stammwürzeherstellung in einer Vielzahl von Sudhäusern in den jeweiligen Bestimmungsländern, d. h. bisher hat jede Brauerei ein Sudhaus. Dabei wird die gesamte Stammwürze- und Bierherstellung auf einem Betriebsgelände durchgeführt.
Das technologische Know-how der Bierherstellung liegt zu einem großen Teil in der Stammwürzeherstellung. Durch die Verwendung von Malzgranulat kann die Stammwürzeherstellung zentral erfolgen, wobei das Endprodukt eine getrocknete Form der Stammwürze ist, die gelagert und leicht transportiert werden kann. Eine zentrale Herstellung von getrockneter Stammwürze verringert den apparatetechnischen und den energetischen Aufwand erheblich, da eine zentrale Herstellung Synergie-Effekte mit sich bringt. Das Vorhandensein von brautechnischem Know-how an den dezentralen Gäranlagen ist nicht mehr in vollem Umfang notwendig. Außerdem wird eine Vereinheitlichung der Qualität der Bierherstellung erreicht, trotz Durchführung der endgültigen Bierherstellung an verschiedenen Orten. 
Malzgranulat ist trocken und hat einen Wassergehalt von ca. 2,5 %. Es ist nahezu staubfrei und frei fließend sowie in Flüssigkeiten gut löslich. Zudem ist es leicht zu transportieren und es besitzt eine hohe Schüttdichte. Durch die spezielle Granulatstruktur bleiben Aromakomponenten vollständig erhalten.